# 4724 Brocken
4724 Brocken è un asteroide della fascia principale. Scoperto nel 1961, presenta un'orbita caratterizzata da un semiasse maggiore pari a 2,2233269 UA e da un'eccentricità di 0,1928492, inclinata di 8,48781° rispetto all'eclittica.
L'asteroide è dedicato all'omonima vetta delle montagne dell'Harz in Germania.